# Sankta Gertruds sjukhus
Sankta Gertruds sjukhus, ursprungligen Västerviks hospital, är ett före detta mentalsjukhus i Västervik, Kalmar län. Det invigdes 1912 och nedlades i slutet av 1990-talet. På området finns idag stadsdelen Gertrudsvik. Delar av sjukhusets lokaler används för Psykiatriska museet och anstalten Västervik Norra.

## Historik
Sjukhuset är, liksom sitt "tvillinghospital" Säters hospital i Dalarna, ritat av Axel Kumlien och invigt 1912. Namnet ändrades senare till Sankta Gertruds sjukhus. I samband med att landstinget tog över driften från staten 1968 bytte sjukhuset namn till Norra sjukhuset (även kallat Norra klinikerna). När verksamheten var som intensivast fanns ungefär 1 400 patienter och 900 anställda. Upptagningsområdet var förutom Kalmar län även Blekinge, Jönköpings och Kronobergs län, Norrköpings stad, delar av Östergötland, samt i början även Piteå i Norrbottens län. År 1912 inrättades också några avdelningar till s.k. vanföreanstalt för polioskadade barn. 
Sjukhuset var i stort sett självförsörjande med frukt och grönsaker. Man bedrev även svinuppfödning. Patienter deltog i trädgårdsarbete, skogsarbete, i svinhuset samt i många andra sysslor. Det fanns också arbetssal för kvinnliga patienter där man spann, vävde och sydde många av de textilier och kläder som behövdes till sjukhuset. Behandlingarna bestod till en början av sysselsättningsterapi, långbad och i viss mån lugnande läkemedel. År 1934 introducerades insulinbehandling och 1941 elbehandling. Åren 1949 -1955 genomgick ett 90-tal patienter lobotomier. Under 1950-talet kom nya mediciner som förbättrade vården och lobotomierna upphörde. Man började även med gruppterapi efter förebild från norska Dikemark sykehus och startade med gymnastik och studiecirklar, med målsättningen att slussa ut patienterna i samhället.  Många patienter kunde nu skrivas ut från sjukhuset, och de som lades in fick mycket kortare vårdtider än tidigare.
Sjukhuset inrymde fram till nedläggningen i slutet av 1990-talet även långvårds- och sjukhemsavdelningar.

## Området idag

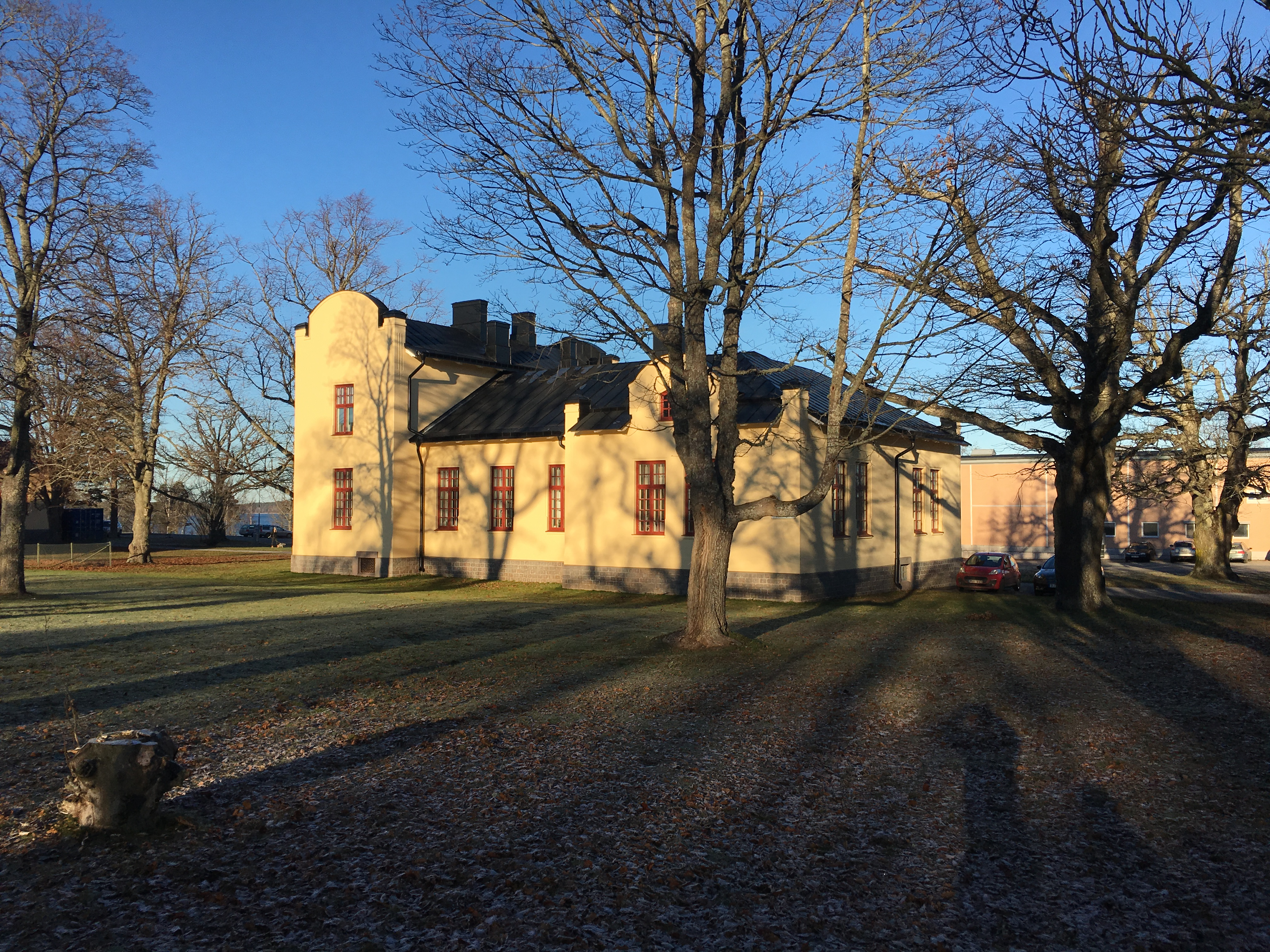
Före detta vårdavdelning (ursprungligen personalmatsal och -bostad), nu Psykiatriska museet.

2004 sålde Kalmar läns landsting området till Lars Nilsson, som påbörjade byggandet av Gertrudsviks sjöstad. Kriminalvårdsanstalten Västervik Norra öppnade 2005 i delar av det tidigare sjukhuset. Efter utbyggnad invigdes anstalten i sin helhet 2009.

## Galleri

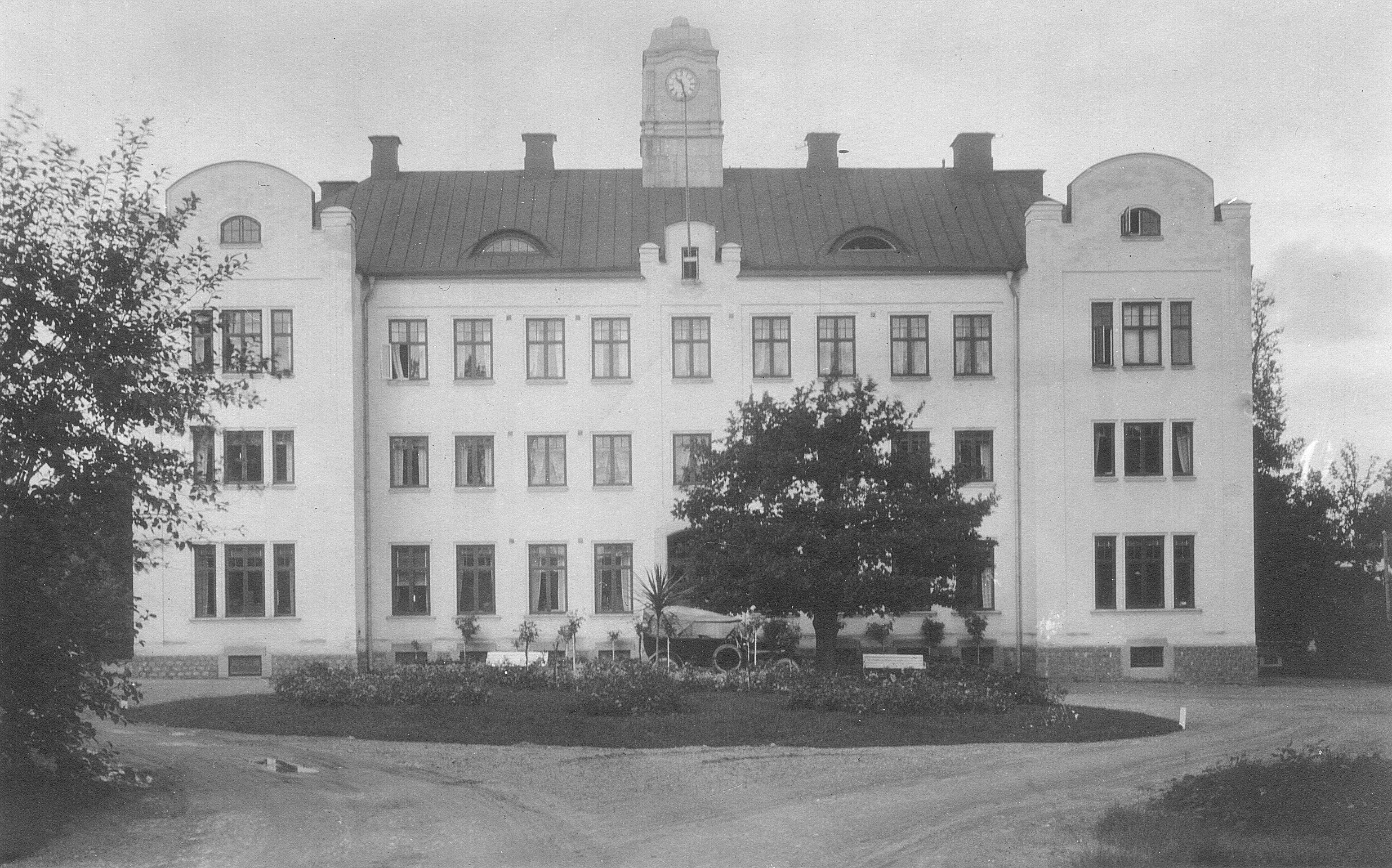
Administrationsbyggnad (även kallad "Klockhuset" eller "Ettan").
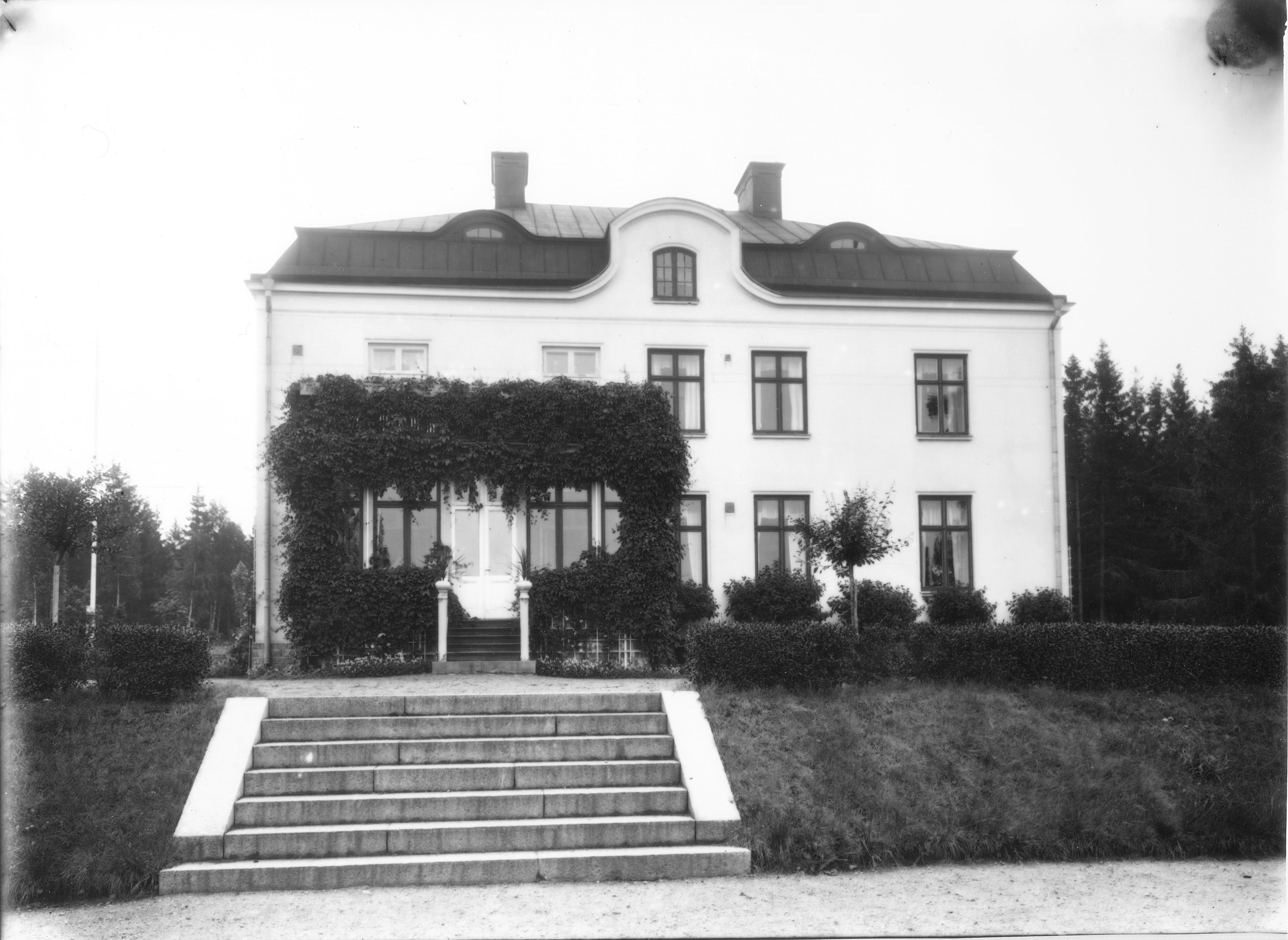
Överläkarebostaden.
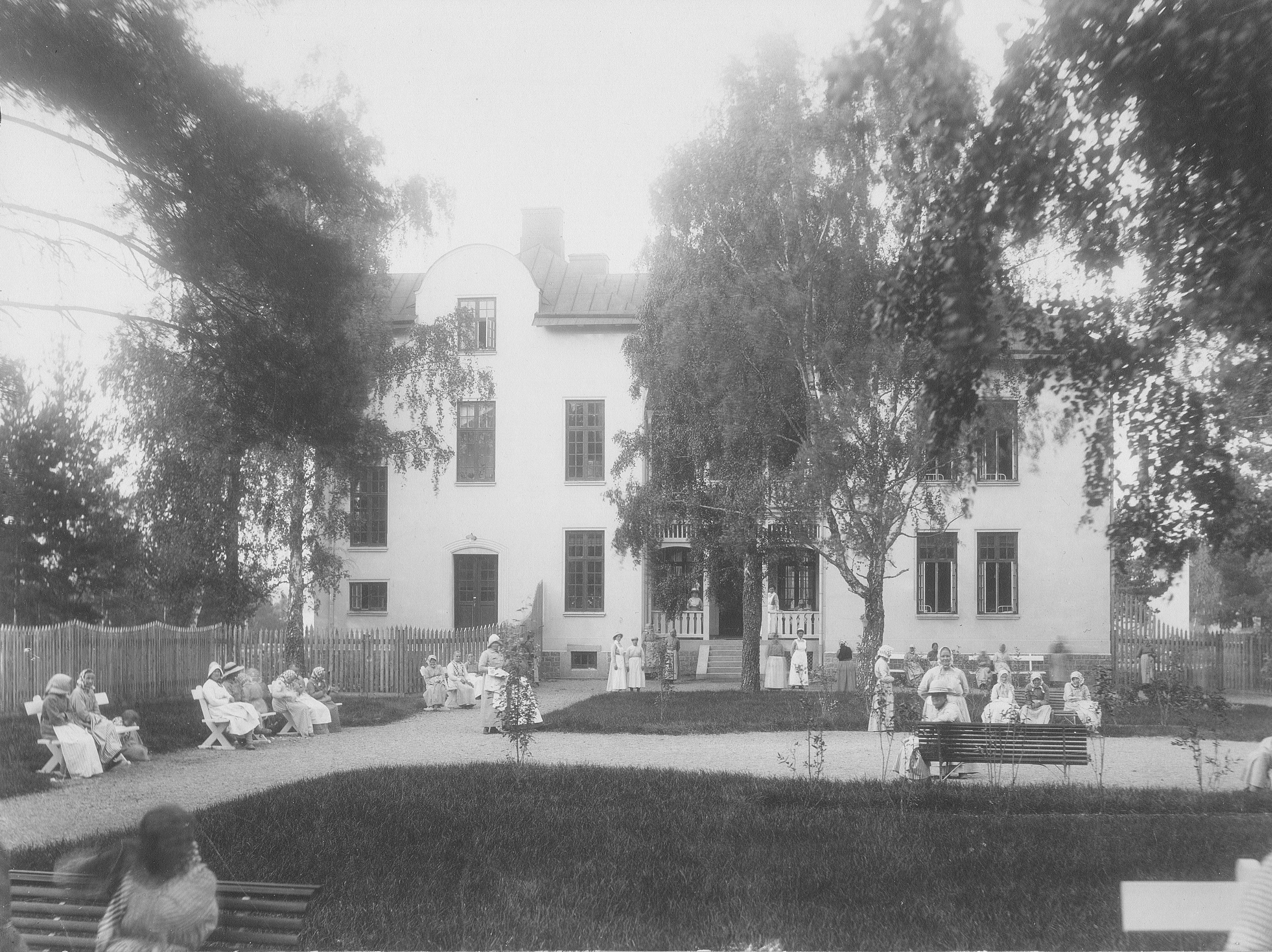
Vårdavdelning för kvinnor.

### Fotnoter
1. ↑  Psykiatriska museet. ”Sjukhusets historia”. http://www.psykmuseet.se/sjukhusets-historia/. Läst 12 december 2013.
2. ↑  [www.psykmuseet.se ”Sjukhusets historia”]. www.psykmuseet.se. Läst 14 oktober 2015.
3. ↑  Gertrudsvik Sjöstad. ”Om Gertrudsvik”. Arkiverad från originalet den 17 april 2016. https://web.archive.org/web/20160417045749/http://www.gertrudsvik.se/om_gertrudsvik/. Läst 12 december 2013.
4. ↑  Kriminalvården (20 april 2009). ”Invigning av anstalten Västervik Norra”. Arkiverad från originalet den 15 december 2013. https://web.archive.org/web/20131215051835/https://www.kriminalvarden.se/sv/Press/Nyheter/2009/Invigning-av-anstalten-Vastervik-Norra/. Läst 12 december 2013.